# Chiesa di San Pietro (Alzano Lombardo)
La chiesa di San Pietro si trova ai margini dell'omonima contrada, la più antica del paese di Alzano Lombardo, in provincia e diocesi di Bergamo.

## Storia
Secondo lo storico Francesco Valle, vissuto nel XVIII secolo, la struttura venne costruita tra il XIV ed il XV secolo in luogo di un antico edificio di culto paleocristiano, databile attorno al X-XI secolo, il quale a sua volta venne eretto al posto di un precedente tempio pagano dedicato alla divinità di Marte.
La chiesa di San Pietro fu il principale edificio di culto della comunità di Alzano Inferiore fino all'anno 1457, quando venne declassata a sussidiaria dopo la costruzione della nuova chiesa di San Martino.
Inizialmente posta sotto tutela dei religiosi di San Domenico di Guzmàn, nella prima parte del XVI secolo venne sottoposta ad ampliamento, eseguito su progetto di Pietro Isabello. Questo prevedeva uno sviluppo della struttura verso nord, con la nuova area, rialzata di nove scalini, che andò a costituire il presbiterio dell'altare maggiore, quest'ultimo rifatto nel Settecento in legno dorato dalla bottega dei Caniana.
Un'ulteriore ristrutturazione, effettuata nel 1910 e guidata dall'architetto Elia Fornoni, interessò tutta la struttura tranne l'abside e le donò le attuali forme in stile neogotico.

## Descrizione

### Esterno
La facciata esterna, preceduta da una gradinata, è stata restaurata nel 1910. Un grande rosone è posto nella parte centrale atto a illuminare l'aula, due nicchie laterali nelle quali sono collocate le statue di Adamo ed Eva, e il portale barocco in marmo bianco di Zandobbio e nero di Gazzaniga, risalente al XVII secolo terminante con il timpano spezzato e collocato al culmine di una scalinata piramidale di dieci alzate.

### Interno
L'edificio si presenta quindi con una struttura a navata singola, articolata in quattro campate sormontate da archi a sesto acuto, con una copertura in legno dipinta anch'essa in stile neogotico.
All'interno si trovano affreschi quattrocenteschi di Nicola Marchisio di Villa di Serio, dipinti cinquecenteschi di Maffiolo da Cazzano ed opere del XVIII secolo di Giovanni Carobbio.
Originariamente vi era anche la tavola Martirio di San Pietro, inizialmente attribuita a Lorenzo Lotto ma in seguito riconosciuta come opera di Jacopo Palma il Vecchio, trasferita poi presso nella basilica di San Martino nel 1730 e poi nel Museo d'arte sacra San Martino Il coro della chiesa ne conserva la cornice originale del dipinto, con il dipinto avente il medesimo soggetto opera di Bartolomeo Litterini del 1707.
L'abside è in pietra grigia, mentre nell'aula si trova un pulpito di scuola fantoniana con marmi policromi eseguiti da Gian Giacomo Manni.

### Organo
Nel 1912 la ditta "Balbiani" di Milano restaurò il vecchio organo "Giudici" del 1857. Ha una tastiera sola di 58 tasti e una pedaliera di 27: quest'ultima di estensione reale. La trasmissione è pneumatica. Lo strumento è dotato di 750 canne. La registrazione è la seguente:

- Principale 8';

- Ottava 4';

- Ripieno 5 File (XV, XIX, XXII, XXVI e XXIX);

- Flauto 8';

- Viola da Gamba 8';

- Voce Umana 8', a doppia canna con accordatura crescente;
- Tromba 8';

- Subbasso 16';

- Bassi Armonici 8'.

Ci sono ulteriori 4 pedaletti al di sopra della pedaliera che comandano in ordine:

- Unione Tasto-Pedale;

- Super Ottava;

- Tromba;

- Ripieno.

### Oratorio e campanile
A fianco della chiesa si trova il piccolo oratorio, risalente al XV secolo, un tempo utilizzato dalla confraternita dei Disciplini Bianchi. Quest'ordine, composto da uomini e donne che si flagellavano indossando un camice bianco, venne soppresso in seguito agli editti napoleonici del 1810. Oltre all'oratorio si trova il campanile, alto ventisette metri. Nella cella sono collocate cinque campane, che compongono un concerto in La Bemolle 3, più una fuori concerto. Le tre campane maggiori vennero fuse da Antonio Monzini di Bergamo nel 1877, mentre le due minori vennero rifuse dalla ditta Cavadini di Verona nel 1950. La campana fuori concerto, inceppata in legno e che non presenta nessun tipo di decorazione, è di fonditore ignoto.